# Nick Drake
Nick Drake, rodným jménem Nicholas Rodney Drake (19. června 1948 Rangún, Barma – 25. listopadu 1974 Tanworth-in-Arden, Warwickshire, Anglie) byl britský folkový písničkář a skladatel. V průběhu své kariéry měl velmi malé množství posluchačů. Jeho práce začala být uznávána až po jeho smrti a dnes je považován za jednoho z nejvlivnějších anglických písničkářů. Když bylo Drakeovi dvacet let, podepsal smlouvu s Island Records a v roce 1969 vydal své debutové album s názvem Five Leaves Left. Do roku 1972 nahrál dvě další alba, Bryter Layter (1970) a Pink Moon (1972). Ani jedno z nich nemělo prakticky žádný úspěch.
Trpěl depresemi, nespavostí a chorobnou plachostí, která mu zabraňovala ve vystupování před publikem. Z tohoto důvodu jeho hudba nebyla tehdejším posluchačům téměř známa a jeho desky se prodávaly jen málo. Témata jeho depresí se často odrážela v jeho textech. Po dokončení nahrávání svého třetího alba Pink Moon přestal nahrávat i koncertovat a usadil se v domě svých rodičů na venkově v Warwickshire. Tam také 25. listopadu 1974 (ve věku 26 let) zemřel na předávkování amitriptylinem.
Jeho hudba byla dostupná v první polovině sedmdesátých let, ale v roce 1979 vyšlo retrospektivní album Fruit Tree, které obsahuje písně z všech jeho tří alb. V polovině osmdesátých let ho označilo jako svůj vzor několik hudebníků, mezi jinými například Robert Smith, David Sylvian a Peter Buck. V roce 1985 pro něj napsala skupina The Dream Academy píseň „Life in a Northern Town“. Počátkem devadesátých let ho jako svou inspiraci označili například Kate Bushová, Paul Weller a The Black Crowes. Jeho první biografie se na trhu objevila v roce 1997, následující rok vyšel dokumentární film A Stranger Among Us. V roce 2000 použila firma Volkswagen titulní skladbu z jeho alba Pink Moon v televizní reklamě a během jednoho měsíce se prodalo více jeho alb než v posledních třiceti letech.

## Dětství
Jeho otec Rodney Drake (1908–1988) se na počátku třicátých let přestěhoval do Rangúnu, kde pracoval jako inženýr v Bombay Burmah Trading Corporation. V roce 1934 se setkal s dcerou vysoce postaveného člena indické státní správy, Mary Lloydovou (1916–1993), známou jako Molly. V roce 1936 ji požádal o ruku, musel však ještě rok počkat, než jí bylo 21 let; následně se vzali. V roce 1950 se vrátili do Warwickshire, žili u Tanworth-in-Arden v západním Warwickshire, jižně od Solihull. Kromě syna Nicka měli ještě starší dceru Gabrielle (1944), která se později proslavila jako filmová a televizní herečka. Oba rodiče měli hudební talent a psali skladby. Nahrávky Molly vyšly po její smrti a jak bylo později zjištěno, měly velký vliv na hudbu jejího syna. Molly i Nick ve své hudbě sdíleli podobnou křehkou vokálnost a pocit neblahé předtuchy a fatalismu, čehož si všimla Gabrielle a Trevor Dann, který je autorem Drakeovy biografie. Povzbuzen matkou se v raném věku Drake naučil hrát na klavír a začal skládat vlastní písně, které natáčel na kotoučový magnetofon.
V roce 1957 se zapsal na Eagle House School, anglickou přípravnou internátní školu v Berkshire. O pět let později šel na státní školu Marlborough College v Wiltshire, kde studovali i jeho otec, dědeček a pradědeček. Zde projevil zájem o sport, stal se z něj výborný sprinter, byl také kapitánem ragbyového týmu. Hrál na klavír ve školním orchestru a učil se na klarinet a saxofon. Někdy v roce 1964 nebo 1965 založil se čtyřmi spolužáky skupinu The Perfumed Gardeners. Drake ve skupině hrál na klavír, občas na altsaxofon a zpíval. Skupina hrála jak jazzové standardy od Pye Records, tak i skladby od skupin The Yardbirds a Manfred Mann. Ve skupině chtěl hrát i Chris de Burgh, ale pro svou přílišnou „popovost“ nebyl přijat. V roce 1965 si Drake koupil za 13 liber svou první akustickou kytaru a začal experimentovat s otevřeným laděním. Jeho studijní výsledky se v té době začaly zhoršovat.
V roce 1966 získal stipendium pro studium anglické literatury na Fitzwilliam College na Cambridgeské univerzitě. Své studium odložil o šest měsíců, během kterých studoval na Aix-Marseille University ve Francii (od února 1967). Začal více cvičit na kytaru a vydělával peníze buskingem v centru města. Začal kouřit marihuanu a na jaře odcestoval s přáteli do Maroka. Pravděpodobně ještě v Aix začal užívat také LSD, což dokazují i texty z této doby – například „Clothes of Sand“ obsahuje zmínku o zájem o halucinogeny.

### Cambridge
Po návratu do Anglie se přestěhoval do bytu své sestry v Hampstead a nastoupil na Cambridge. Jeho učitelé se shodovali, že byl bystrý, ale nepříliš nadšený student. Měl problémy vycházet se zaměstnanci a ostatními studenty na škole. Na fotografiích z této doby je patrná jeho rozmrzelost. Univerzita kladla velký důraz na hraní ragby a kriketu, Drake však postupně ztratil zájem o sport a zůstal pouze u hudby a kouření marihuany. V září 1967 se seznámil s Robertem Kirbym, který mu dělal aranže na jeho prvních dvou albech. V té době Drake objevil na britské a americké scéně lidové hudby další hudebníky a byl ovlivněn umělci jako Bob Dylan, Josh White a Phil Ochs. V únoru 1968 začal hrát v londýnských barech a kavárnách. Jeho koncerty probíhaly před vystoupením známějších hudebníků, jako byli například Country Joe and the Fish v klubu Roundhouse v Camden Town, kde Drake zaujal Ashley Hutchingse, baskytaristu Fairport Convention.
Hutchings představil Drakea pětadvacetiletému americkému producentovi Joe Boydovi, majiteli společnosti Witchseason Productions. Společnost v té době svá alba vydávala u Island Records. Boyd objevil skupinu Fairport Convention, byl zodpovědný za počátky Johna Martyna a skupiny The Incredible String Band a byl na britské folkové scéně respektovanou osobností. Boyd a Drake se ihned sblížili a jejich spolupráce trvala po celou Drakeovu kariéru. Na jaře 1968 nahrál Drake demo se čtyřmi skladbami, které udělalo na Boyda takový dojem, že se rozhodl uzavřít s dvacetiletým Drakem smlouvu, načež zahájili práci na jeho debutovém albu.

## Kariéra

### Five Leaves Left
Své debutové album Five Leaves Left začal Drake nahrávat koncem roku 1968, producentem byl Joe Boyd. Nahrávání alba probíhalo ve studiu Sound Techniques v Londýně. Drake stále studoval a na nahrávání dojížděl vlakem. Byl inspirován produkcí Johna Simona na prvním albu Leonarda Cohena. Na nahrávání Boyd přizval další hudebníky ze skupin, jejichž alba produkoval. Nahrávání se účastnil kytarista skupiny Fairport Convention Richard Thompson a kontrabasista skupiny Pentangle Danny Thompson. Zvukového inženýra dělal John Wood a aranží se ujal Richard Hewson.
Zpočátku nahrávání nešlo dobře. Jak Boyd, tak i Drake nebyli spokojeni s Hewsonem. Drake navrhl přizvat svého vysokoškolského přítele Roberta Kirbyho jako náhradu, i když Boyd byl zprvu skeptický ohledně přínosu amatérského studenta hudby bez předchozích zkušeností. Kirby nakonec aranžoval většinu skladeb z alba, pouze pro stěžejní píseň „River Man“ zpracoval orchestrální úpravu profesionální skladatel Harry Robertson.
Postprodukční problémy oddálily vydání alba o několik měsíců. Úvodní skladba „Time Has Told Me“ byla zařazena na sampler Island Records Nice Enough to Eat. Účast na tomto sampleru přinesla Drakeovi širší publikum (píseň z jeho druhého alba byla také na sampleru Bumpers). V červenci jej časopis Melody Maker označil za poetické a zajímavé, ale v říjnu o něm v NME napsali, že je nezábavné. Album bylo přijato rozhlasovými diskžokeji BBC, jako byli John Peel a Bob Harris.

### Bryter Layter
Drake ukončil studium v Cambridgi devět měsíců před závěrečnými zkouškami a na podzim 1969 se přestěhoval do Londýna, aby se zde věnoval hudební kariéře. Prvních pár měsíců v Londýně strávil na několika místech, občas přespával u své sestry v kensingtonském bytě nebo častěji u přátel na pohovkách nebo na podlaze. V srpnu nahrál tři skladby pro show Johna Peela na BBC. O dva měsíce později předskakoval skupině Fairport Convention v Royal Festival Hall, následovala vystoupení v Birminghamu a Hullu. Během koncertů Drake působil uzavřeně, s publikem prakticky nekomunikoval a dělal přestávky, jelikož některé z jeho písní vyžadovaly různé ladění. Po několika krátkých, trapných koncertech se Drake rozhodl od živých vystoupení upustit.
Ačkoliv první album nemělo prakticky žádný úspěch, rozhodl se Boyd s Drakem natočit další album. Produkce alba Bryter Layter z roku 1970 se opět ujal Boyd a zvukového inženýra dělal Wood. Drake byl zklamán ze špatných recenzí na jeho první, více akustické, album s pastorálními prvky. Proto souhlasil, aby na druhém albu byly použity i bicí. Stejně jako na prvním albu, i zde hráli hudebníci z Fairport Convention, ve dvou písních („Northern Sky“ a „Fly“) hrál John Cale. Cale v roce 1999 ve své autobiografii přiznal, že v té době užíval heroin a jeho starší přítel Brian Wells se domníval, že ho užíval i Drake. Boyd i Wood si byli jistí, že album bude mít komerční úspěch, ale alba se nakonec prodalo méně než 3 000 kopií. Brzy po vydání alba Boyd prodal Witchseason Productions společnosti Island Records a přestěhoval se do Los Angeles, aby zde pracoval na filmových soundtracích pro Warner Brothers. Kombinace špatného přijetí druhého alba a ztráty kariérního průvodce uvrhla Drakea do depresí.
Lidé z Island Records chtěli, aby Drake v rámci propagace alba koncertoval, poskytoval rozhovory a vystupoval v rozhlasových pořadech. Drake to odmítal. Podle Kirbyho Drake v té době požíval „nepředstavitelné množství“ marihuany a byly u něj zpozorovány první známky psychózy. Koncem roku 1970 se začal stranit rodiny i přátel a zavřel se do svého londýnského bytu, který opouštěl jen zřídka, zejména proto, aby si koupil drogy či výjimečně odehrál nějaký koncert.

### Pink Moon
Island Records vzhledem k Drakeově špatnému psychickém stavu již další album neočekávali a ani nechtěli. Drake ho ale přesto v říjnu 1971 začal nahrávat. Nahrávání proběhlo během dvou nocí, pouze za asistence zvukového technika Johna Wooda. Drake nebyl spokojen s vyzněním Bryter Layter, považoval jeho zvuk za příliš „plný a složitý“, při nahrávání Pink Moon proto použil jen akustickou kytaru a vzácně také klavírní doprovod. Album vyšlo v únoru 1972. Skladby jsou krátké a celková délka je jen 28 minut.
Pink Moon se prodávalo ještě hůře než jeho předchůdci, navzdory tomu, že se dočkalo i kladných recenzí. Ačkoli ředitel nahrávací společnosti byl přesvědčen, že album má komerční potenciál, Drakeova neschopnost veřejně vystupovat znemožňovala propagaci. Po neúspěchu posledního alba se Drake rozhodl opustil hudební průmysl natrvalo. Všech jeho alb se úhrnem prodalo méně než 4 000 kopií.

## Závěr života

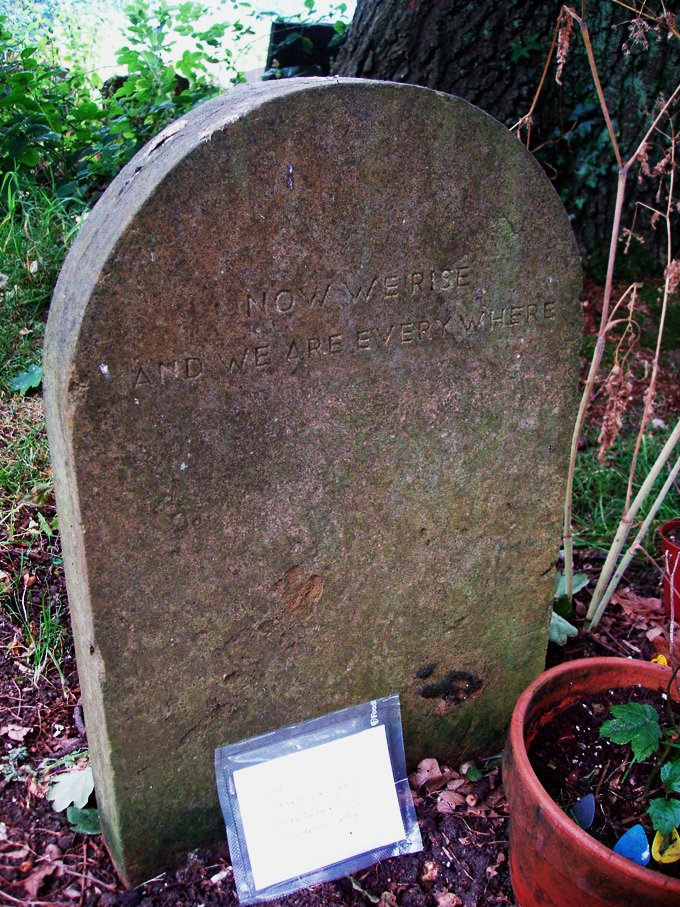
Náhrobní kámen Nicka Drakea nese citaci z písně jeho písně „From the Morning“ – Now we rise / And we are everywhere

V měsících následujících po vydání posledního alba se Drake stáhl do ústraní a přestěhoval se do domu svých rodičů v Tanworth-in-Arden. Svou izolaci považoval za nepříjemnou, ale nevyhnutelnou. Dle slov Drakeovy sestry Gabrielle to pro rodinu bylo komplikované období. Drake si občas vzal auto své matky, jezdil po kraji, dokud mu nedošel benzín a pak volal domů, aby jej někdo přijel vyzvednout. Počátkem roku 1972 se nervově zhroutil a strávil pět týdnů v nemocnici.
V únoru 1973 se Drake ozval Woodovi s tím, že je připraven pracovat na čtvrtém albu.  Boyd byl tou dobou také v Anglii a souhlasil s účastí na nahrávání. To probíhalo v červenci 1974. Boyd později vzpomínal, že jej překvapila Drakeova zapšklá jedovatost. Odmítal pochopit, že není slavný a bohatý, přestože jej Boyd vždy označoval za génia. Wood i Boyd se shodovali, že Drakeův hudební přednes už nebyl technicky tak dobrý jako dřív, podle všeho však Drakea nahrávání povzbuzovalo a těšilo.
Koncem roku 1974 přestaly Drakeovi chodit zálohy z Island Records. Ve svých depresích udržoval kontakt jen s nemnoha nejbližšími přáteli, mimo jiné se Sophií Rydeovou, což byla dívka, kterou v roce 1968 potkal v Londýně, a kterou někteří životopisci označují za Drakeovu přítelkyni. Ona sama se považovala spíše za kamarádku. V roce 2005 se svěřila, že zhruba týden před Drakeovou smrtí se pokusila jejich vztah ukončit, což jej zřejmě silně zasáhlo. Podobně blízký vztah měl Drake i s písničkářkou Lindou Thompsonovou, předpokládá se ale, že oba vztahy byly jen platonické.
Nick Drake zemřel 25. listopadu 1974 v časných ranních hodinách ve svém pokoji. Podle úmrtního listu bylo příčinou smrti předávkování antidepresivem amitriptylin, posmrtná pitva však provedena nebyla. Nebyl nalezen žádný vzkaz, který by dokládal předávkování jako sebevraždu, u postele však ležel dopis určený pro Sophii Rydeovou. Všeobecně je Drakeova smrt za sebevraždu pokládána. Smuteční obřad se konal 2. prosince 1974 v kostele sv. Marie Magdalské v Tanworth-in-Arden. Drakeovy ostatky byly zpopelněny a popel byl uložen pod dub na hřbitově u kostela.

## Diskografie

### Studiová alba
- 1969 – Five Leaves Left
- 1970 – Bryter Layter
- 1972 – Pink Moon